# Connectiva lògica
En lògica, les connectives lògiques són les eines que permeten construir enunciats o fórmules a partir dels àtoms. Les més conegudes són no, i, o i la construcció condicional si ...llavors.
Aquestes connectives es representen:
{\displaystyle \lnot }, no
{\displaystyle \land }, i
{\displaystyle \lor }, o (inclusiva)
{\displaystyle \rightarrow }, si...llavors
|          |  |     |
| (fitxer) |  | 85% |

## Connectives
Les connectives són funcions de veritat. Vol dir que són funcions que prenen un o dos valors de veritat, i tornen un únic valor de veritat. En conseqüència, cada connectiva lògica pot ser definida mitjançant una taula de valors de veritat. A continuació hi ha una taula amb les connectives més usuals i la seva definició mitjançant taules de veritat:
| Connectiva           | Notació                                                | Exemple d'ús                          | Anàleg natural | Exemple d'ús en el llenguatge natural | Taula de veritat |
| -------------------- | ------------------------------------------------------ | ------------------------------------- | -------------- | ------------------------------------- | --- |
| Negació              | {\displaystyle \neg ,\sim \,}                          | {\displaystyle \neg p\,}              | No             | No està plovent.                      | {\displaystyle {\begin{array}{\|c\|\|c\|}\phi &\neg \phi \\\hline 1&0\\0&1\\\hline \end{array}}}                                             |
| Conjunció            | {\displaystyle \And ,\And \,}                          | {\displaystyle P\land q\,}            | I              | Està plovent i és de nit.             | {\displaystyle {\begin{array}{\|c\|c\|\|c\|}\phi &\psi &\phi \land \psi \\\hline 1&1&1\\1&0&0\\0&1&0\\0&0&0\\\hline \end{array}}}            |
| Disjunció            | {\displaystyle \lor \,}                                | {\displaystyle P\lor q\,}             | O              | Està plovent o és de nit.             | {\displaystyle {\begin{array}{\|c\|c\|\|c\|}\phi &\psi &\phi \lor \psi \\\hline 1&1&1\\1&0&1\\0&1&1\\0&0&0\\\hline \end{array}}}             |
| Condicional material | {\displaystyle \to ,\supset }                          | {\displaystyle P\to q\,}              | Si ... llavors | Si està plovent, llavors és de nit.   | {\displaystyle {\begin{array}{\|c\|c\|\|c\|}\phi &\psi &\phi \to \psi \\\hline 1&1&1\\1&0&0\\0&1&1\\0&0&1\\\hline \end{array}}}              |
| Si i només si        | {\displaystyle \leftrightarrow ,\equiv \,}             | {\displaystyle P\leftrightarrow q\,}  | Si i només si  | Està plovent si i només si és de nit. | {\displaystyle {\begin{array}{\|c\|c\|\|c\|}\phi &\psi &\phi \leftrightarrow \psi \\\hline 1&1&1\\1&0&0\\0&1&0\\0&0&1\\\hline \end{array}}}  |
| Negació conjunta     | {\displaystyle \Downarrow \,}                          | {\displaystyle P\downarrow q\,}       | Ni ... ni      | Ni està plovent ni és de nit.         | {\displaystyle {\begin{array}{\|c\|c\|\|c\|}\phi &\psi &\phi \downarrow \psi \\\hline 1&1&0\\1&0&0\\0&1&0\\0&0&1\\\hline \end{array}}}       |
| Disjunció excloent   | {\displaystyle \nleftrightarrow ,\oplus ,\not \equiv } | {\displaystyle P\nleftrightarrow q\,} | O bé ... o bé  | O bé està plovent, o bé és de nit.    | {\displaystyle {\begin{array}{\|c\|c\|\|c\|}\phi &\psi &\phi \nleftrightarrow \psi \\\hline 1&1&0\\1&0&1\\0&1&1\\0&0&0\\\hline \end{array}}} |

Altres connectives
Atès que les connectives són funcions de veritat, hi haurà tantes connectives com a funcions de veritat. No obstant això, no totes les funcions de veritat tenen anàlegs en el llenguatge natural, i en conseqüència, no totes són estudiades amb el mateix interès. A continuació s'inclou una taula que llista totes les connectives binàries possibles.
{\displaystyle {\begin{array}{|c|c||c|c|c|c|c|c|c|c|c|c|c|c|c|c|c|c|}\phi &\psi &\top &\lor &\leftarrow &\phi &\to &\psi &\leftrightarrow &\land &\uparrow &\nleftrightarrow &\neg \psi &\nrightarrow &\neg \phi &\nleftarrow &\downarrow &\bot \\\hline 1&1&1&1&1&1&1&1&1&1&0&0&0&0&0&0&0&0\\1&0&1&1&1&1&0&0&0&0&1&1&1&1&0&0&0&0\\0&1&1&1&0&0&1&1&0&0&1&1&0&0&1&1&0&0\\0&0&1&0&1&0&1&0&1&0&1&0&1&0&1&0&1&0\\\hline \end{array}}}
On:
- {\displaystyle \top \,} és una tautologia.
- {\displaystyle \lor \,} és la disjunció.
- {\displaystyle \leftarrow \,} és el condicional material invers.
- {\displaystyle \to \,} és el condicional material.
- {\displaystyle \leftrightarrow \,} és el Si i només si.
- {\displaystyle \And \,} és la conjunció.
- {\displaystyle \Uparrow \,} és la negació alternativa, incompatibilitat, o "NAND".
- {\displaystyle \nleftrightarrow \,} és la disjunció exclusiva, contravalència o "XOR".
- {\displaystyle \nrightarrow \,} és la negació del condicional material.
- {\displaystyle \nleftarrow \,} és la negació del condicional invers.
- {\displaystyle \Downarrow \,} és la negació conjunta, o "NOR".
- {\displaystyle \bot \,} és una contradicció.